# Saturnin
Saturnin je jméno latinského původu (lat. Saturninus), odkazující k římskému bohu Saturnovi. V České republice je v roce 2006 nosili 2 občané nebo registrovaní cizinci. V českém prostředí je nejznámější nositel fiktivní postava sluhy ze stejnojmenného románu Zdeňka Jirotky.

## Slavné osobnosti

### Svatí a blahoslavení
- sv. Saturnin z Cagliari
- sv. Saturnin z Kartága
- sv. Saturnin z Toulouse

### Římané
- Lucius Appuleius Saturninus († 100 př. n. l.) – tribun lidu
- Lucius Antonius Saturninus († 89) – povstalec proti Domitianovi
- Julius Saturninus († 280) – povstalec proti Probovi

### Ostatní
- Saturnin Kwiatkowski – polský historik
- Saturnin Zawadzki – polský vědec
- Saturnin Żórawski – polský herec a režisér

## Kultura
- Saturnin (román) – román Zdeňka Jirotky
  - Saturnin (postava) – jedna z hlavních postav tohoto románu, svérázný domácí sluha
  - Saturnin (film) a Saturnin (seriál) – film a stejnojmenný televizní miniseriál natočený podle románu
- Saturnin (kachna) – hlavní hrdina francouzského dětského seriálu Saturninova dobrodružství, hraného živými zvířaty (1965–1970)